# جیمز کلی
جیمز کلی (انگلیسی: James Comley؛ زادهٔ ۲۴ ژانویهٔ ۱۹۹۱) بازیکن فوتبال اهل بریتانیا است.
از باشگاه‌هایی که در آن بازی کرده‌است می‌توان به باشگاه فوتبال کریستال پالاس، باشگاه فوتبال کانوی ایسلند، و باشگاه فوتبال سنت آلبنز سیتی اشاره کرد.
وی همچنین در تیم ملی C فوتبال انگلیس و تیم ملی فوتبال مونتسرات بازی کرده‌است.